# Nicetes Coniata
Nicetes Coniata o Nicetes Acominat (Nicetas Choniates o Nicetas Acominatus, (en grec medieval Νικήτας Ἀκομινάτος) va ser un historiador romà d'Orient nadiu de Cones (Χωναί o Χῶναι, Khone, l'antiga Colosses) a Frígia, que va néixer cap a la meitat del segle xii. Era descendent d'una família noble.
Va ser governador de Filipòpolis, nomenat el 1189 per l'emperador Isaac II Àngel (1185-1195) quan els búlgars estaven revoltats i l'emperador Frederic I del Sacre Imperi s'acostava aquell any amb un exèrcit de cent cinquanta mil homes. També va ser logoteta, (equivalent a ministre o secretari d'estat), praefectus sacri cubiculi (o encarregat de la cambra reial), i va tenir altres càrrecs d'importància. Va portar el títol de senador.
Era a Constantinoble l'any 1204 quan va ser ocupada pels llatins en la Quarta Croada i en va fer una esplèndida narració sens dubte molt fidel. Van cremar el seu palau en la lluita, però va poder escapar després de moltes aventures perilloses, amb la seva família cap a Nicea amb l'ajut d'un mercader venecià. A Nicea va viure a la cort de l'emperador Teodor I Làscaris i va seguir escrivint el gran treball històric que portava el seu nom. Va morir a Nicea probablement després del 1216. S'ha buscat la seva tomba sense resultats.
La seva obra bàsica es titula Història, corol·lari de deu obres d'un o més llibres cadascuna (21 en total) que narren les biografies i els fets dels emperadors entre 1118 i 1206: Joan II Comnè (1118-1143), en un sol llibre. Manuel I Comnè (1143-1180), en set llibres. Aleix II Comnè (1180-1183), en un sol llibre. Andrònic I Comnè (1183-1185) en dos llibres. Isaac II Àngel (1185-1195), en tres llibres. Aleix IV Àngel (1195-1203), en tres llibres. Isaac II Àngel i el seu fill Aleix (1203-1204), en un sol llibre. Aleix V Ducas (1204), en un sol llibre. Segueix un llibre que porta per títol Urbs Capta, o els esdeveniments durant i immediatament després de la presa de Constantinoble l'any 1204, en un sol llibre, i finalitza l'obra amb Balduí I de Constantinoble (1204-1206) primer emperador llatí, en un sol llibre.
També va escriure un Θησαυρὸς ὀρθοδοξίας (Thissavrós Orthodoxias) en 27 llibres i algunes produccions menors. El seu germà gran Miquel Coniata va escriure Μονοδία sobre la vida de Nicetes, en vers bombàstic.